# Leopold Ahlsen
Leopold Ahlsen, egentligen Helmut Alzmann, född 12 januari 1927 i München, död 10 januari 2018 i München, var en tysk författare och dramatiker.
Ahlsen inledde sin dramatikerbana med realistiska gestaltningar av krigets vansinne och människans existentiella villkor, såsom Philemon und Baucis (1956). Senare skrev han främst pjäser för radio- och TV-teater, såsom hörpelet Denkzettel ("Minnesbeta", 1971), som handlar om Carl Michael Bellman. Han skrev även romaner, däribland Die Weisingers (1984).